# Râul Bădeni, Dâmbovița
Râul Bădeni este un curs de apă care curge în comuna  Stoenești, județul Argeș, România. Își are izvorul în Munții Leaota și se varsă în râul Dâmbovița în apropiere de Stoenești.